# أحمد غيلاني
أحمد غيلاني (بالإنجليزية: Ahmed Ghailani) ولد 1974 م - في تنزانيا، هو عضو في تنظيم القاعدة، اُتهم بتفجير السفارة الأمريكية في تنزانيا سنة 1998، وضعته أمريكا على قائمة المطلوبين في 2001، وفي 2004 اعتقلته السلطات الباكستانية وسلمته لأمريكا، وظل معتقلًا في معتقل غوانتانامو الأمريكي في كوبا حتى 9 يونيو 2009، وكان معتقلا في مكان سري غير معلوم مع 14 أخرين، في يونيو 2009 نُقل إلى نيويورك للمحاكمة.